# Bothrocara nyx
Bothrocara nyx es una especie de pez de la familia de los Zoarcidae en el orden de los perciformes.

## Morfología
Los machos pueden llegar a alcanzar los 21,7 cm de longitud total.
- Número de vèrtebras: 108-116.
- El interior de la boca es de pigmentación oscura

## Hábitat
Es un pez de mar y de aguas profundas que vive entre 790-1508 m de profundidad.

## Distribución geográfica
Se encuentra en el este del Mar de Bering. 

## Observaciones
Es inofensivo para los humanos. 